# Cellar Darling
Cellar Darling ist eine schweizerische Progressive-Metal-Band aus Winterthur und Luzern. Die Band wurde 2016 gegründet. Gründungsmitglieder sind Anna Murphy (Gesang, Drehleier, Flöte), Merlin Sutter (Schlagzeug) und Ivo Henzi (Gitarre). Das Trio war lange Teil der Schweizer Metalband Eluveitie.

## Geschichte
Cellar Darling wurde von drei ehemaligen Mitgliedern der Band Eluveitie gegründet, die die Band im Streit verliessen. Anna Murphy übernahm den Gesang sowie Drehleier sowie weitere Instrumente, Ivo Henzi spielt die Gitarre und den Bass auf den Alben und Merlin Suttner das Schlagzeug. Der Bass wurde bei den bisherigen Liveauftritten von Session-Mitgliedern gespielt.
Am 23. September 2016 brachten sie die Single eigenständig  Challenge heraus. Das Video war ebenfalls von den Bandmitgliedern selbst produziert. Cellar Darling spielte die ersten Konzerte im Dezember 2016, als Support für Amorphis in Zürich und The Gentle Storm in Amsterdam.
2017 unterschrieben sie einen Vertrag mit dem deutschen Independent-Label Nuclear Blast Records. Zwei weitere Singles erschienen 2017. Am 17. Juni 2017 folgte die dritte Single, Avalanche. Das Debütalbum This Is The Sound wurde am 30. Juni 2017 veröffentlicht.
Am 2. November 2018 erschien Insomnia, begleitet von einem Musikvideo von Costin Chioreanu.  Im Anschluss spielte die Band auf dem Rockharz Open Air.
Das zweite Album The Spell wurde am 22. März 2019 auf Nuclear Blast Records veröffentlicht. The Spell ist ein Konzeptalbum, das die Geschichte «eines namenlosen Mädchens erzählt, das in eine Welt voller Schmerz hineingeboren wird, die von den Menschen, die sie bewohnen, beschädigt und geschwächt wird».
Am 23. März 2021 wurde die Single und das Musikvideo zu Dance veröffentlicht. Obwohl der Song ursprünglich als Teil von The Spell gedacht war, wurde er 2020 umgeschrieben und zusammen mit einem Musikvideo veröffentlicht.
«Die Inspiration kam aus zwei Quellen: die tanzende Pest von 1518, die an sich schon eine faszinierende Geschichte ist, und die Auseinandersetzung mit unserer heutigen Welt: haben wir nicht manchmal das Gefühl, dass wir dabei sind, uns zu Tode zu tanzen?»

## Musikstil
Musikalisch entfernte man sich mit Cellar Darling vom Melodic Death Metal der ehemaligen Band Eluveitie, stattdessen kombiniert die Band Einflüsse aus dem Heavy Metal, dem Folk, klassischer und Progressiver Musik. Ausserdem nutzt die Band eine Drehleier sowie weitere akustische Instrumente. Charakterisiert wird die Band auf dem ersten Album als eine Mischung aus The Gathering und Subway to Sally. Das zweite Album ging mehr in Richtung The 3rd and the Mortal und Opeth.

## Diskografie
Alben
- 2017: This Is the Sound
- 2019: The Spell

Singles
- 2016: Challenge[1]
- 2017: Avalanche[18]
- 2017: Black Moon[19]
- 2018: Insomnia
- 2021: Dance

## Musikvideos
- Challenge[20]
- Black Moon[21]
- Avalanche[18]
- Six Days[22]
- Insomnia
- The Spell
- Death[23]
- Drown[24]
- Dance